# Rolo Tomassi
Rolo Tomassi — британская группа из Шеффилда, основанная в 2005 году Евой и Джеймсом Спенс. В настоящее время подписаны на Holy Roar (для релизов в Великобритании и ЕС) и Ipecac Recordings (для релизов в США и Японии).
Первые два альбома группа выпустила на лейбле Hassle Records: Hysterics (2008) и Cosmology (2010). Создав в 2011 году свой собственный лейбл под названием Destination Moon, они выпустили Eternal Youth, сборник би-сайдов, ремиксов и раритетов, написанных на протяжении всей своей карьеры, а также свой третий альбом Astraea в 2012 году. Затем они выпустили два альбома на Holy Roar Records: Grievances (2015) и Time Will Die and Love Will Bury It (2018).

## История

### Ранние годы и лейбл Mayday! (2005—2008)
Незадолго до образования группы Ева Корман (урожденная Спенс) была несколько месяцев в небольшой гаражной группе в качестве клавишницы. Группа искала агрессивного вокалиста, чтобы собрать команду из шести человек, но в итоге роль вокалиста заняла Ева. Чтобы попрактиковаться, она и её брат Джеймс Спенс кричали в машине своих родителей под очень громкую музыку; музыка должна была помочь преодолеть их застенчивость. Эти двое были в одних и тех же группах с 13 лет.
Группа Rolo Tomassi образовалась в феврале 2005 года в городе Стоксбридж, взяв свое название из неонуарного фильма 1997 года «Секреты Лос-Анджелеса». Когда Rolo Tomassi образовались, они стремились сохранить группу, как DIY, насколько это возможно; достигая этого, они вручную создавали свои первые релизы и организовывали множество концертов. Ева Спенс превратилась из клавишницы в вокалистку после того, как они изо всех сил пытались найти певицу. Вскоре после формирования группа написала несколько песен и сразу же начала выступать в местных заведениях и пабах перед небольшой аудиторией. В это время они выпустили часть своего первого материала на компакт-диске, который они могли продавать на концертах, на которых выступали. Демо CD-R был выпущен независимым лейблом Джеймса Спенса, который он назвал «Mayday!». На этом лейбле было выпущено восемь релизов. После EP с Mirror! Mirror! группа подписала контракт с Holy Roar Records и выпустила одноимённый EP, включающий перезаписанные песни из предыдущих демо и EP, а также новые песни.

### Hysterics и Cosmology (2008—2011)
В июне 2008 года Rolo Tomassi получили место на фестивале Download Festival. В сентябре вышел дебютный альбом Hysterics. В поддержку этого релиза группа выступила на разогреве Pulled Apart By Horses в Великобритании и Jane’s Addiction в Соединенных Штатах.
В 2009 году Rolo Tomassi начали свою серию «Subs Club». Это была серия 7-дюймовых виниловых синглов, выпускаемых каждые три месяца с кавер-треком и ремиксами, а также 7- дюймовый сингл Rolo Tomassi / Throats Split, выпускаемый совместно с группой Throats. В феврале и марте того же года Rolo Tomassi поддержали Fucked Up и The Bronx в туре Shred Yr Face 2. Позже в этом году они выступили на фестивале South by Southwest. Это стало важным достижением в их карьере, поскольку за ними наблюдал американский продюсер Томас Пенц, более известный под своим сценическим псевдонимом Дипло, который упомянул их в интервью Pitchfork Media, когда его попросили назвать «группу, которая должна стать более популярной». Группа связалась с ним, думая, что он может сделать для них ремикс, но он ответил, предложив спродюсировать их второй альбом. Группа хотела согласовать завершение своего альбома с графиком Diplo, поэтому они написали альбом за три месяца.

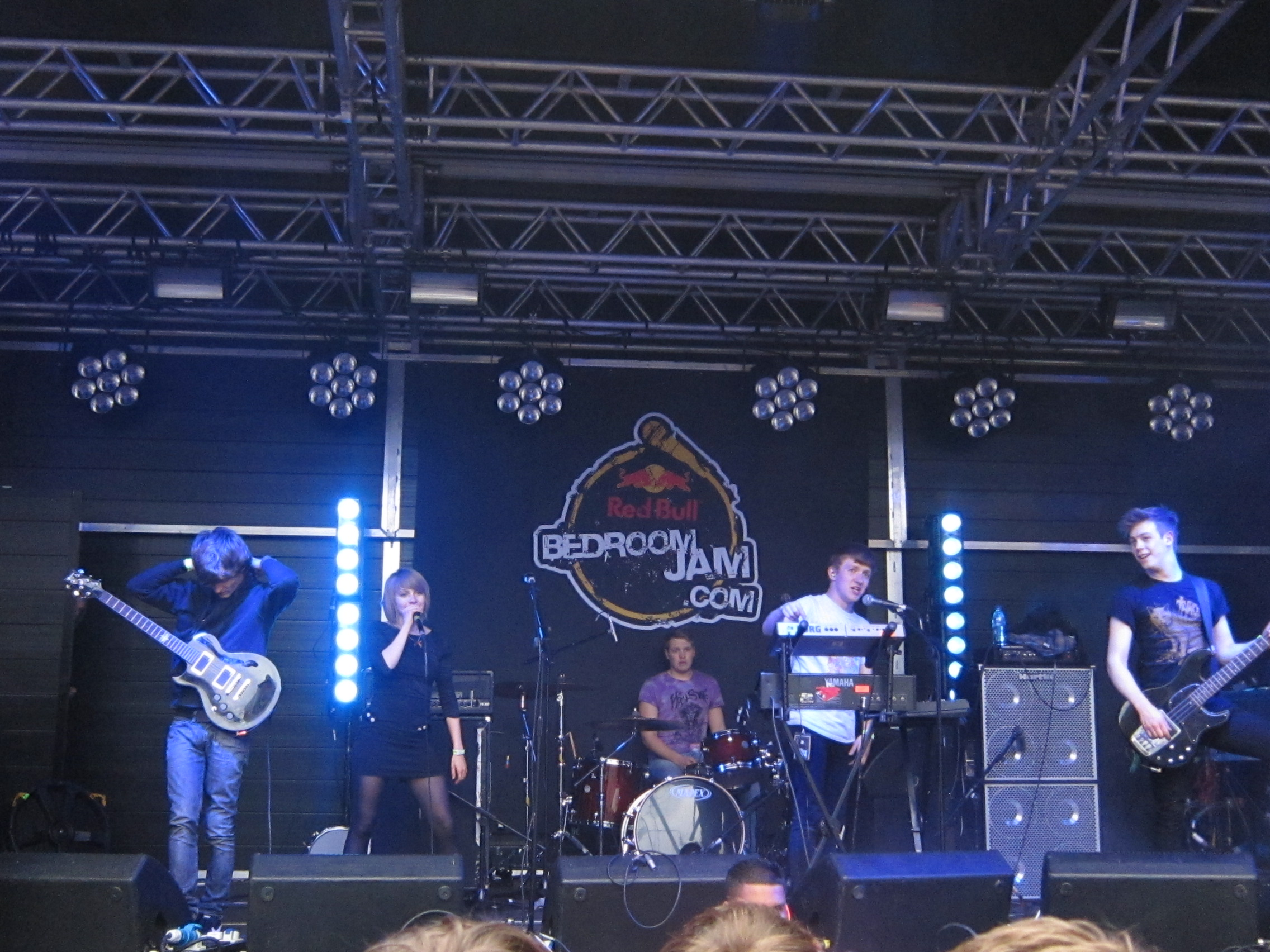
Rolo Tomassi на Camdem Crawl в 2010 году. (Слева направо) Джо Николсон, Ева Спенс, Эдвард Даттон, Джеймс Спенс и Джозеф Торп.

В конце октября 2009 года группа вылетела в Лос-Анджелес, чтобы записать свой второй альбом, в студии, которую Джеймс считал «скромным, хорошо скрытым и фантастическим местом». Обложки для их второго альбома, как и для Hysterics, были разработаны Саймоном Муди. Запись закончилась 31 октября, и в мае 2010 года вышел альбом Cosmology. С надеждой на то, что Cosmology — это явный и определённый прогресс от Hysterics Джеймс Спенс почувствовал, что они исправили недостатки своего первого альбома. Поскольку он не был написан в соавторстве с Дипло, как в случае с его типичными проектами, он помог добавить яркости альбому. Было отмечено влияние Diplo и на развитие вокального диапазона Евы Спенс. Поскольку их продюсер обычно работал с сольными артистками, такими как Bonde do Rolê, MIA и Santigold, он помог передать их техники Еве.
Группа играла на сцене Ронни Джеймса Дио на фестивале Download и NME / Radio 1 в Рединге и Лидсе в августе 2010 года. Джеймс Спенс прокомментировал шоу Download, сказав, что это было крупнейшее шоу в их карьере на сегодняшний день. В июне 2010 года в блоге группы было написано, что в будущем, возможно, выйдет релиз в стиле Discography, который позволит людям услышать весь материал группы, выпущенный до выхода Rolo Tomassi EP . 7 августа 2010 года они играли на музыкальном фестивале Hevy недалеко от Фолкстона, Англия. В течение октября и ноября 2010 года Rolo Tomassi поддерживал The Dillinger Escape Plan в их туре по Великобритании. 19 декабря 2010 года группа планировала завершить год бесплатным шоу в Bloomsbury Ballroom в Лондоне, которое должно было быть снято как часть документального фильма и релиза концертной записи группы. Однако шоу было отменено из-за плохого состояния здоровья Евы Спенс, а новый тур Великобритании был объявлен на май.
Создав собственный лейбл Destination Moon records, Rolo Tomassi выпустили Eternal Youth; антология редкого и неальбомного материала, включая акустические версии, ремиксы на собственные работы разных исполнителей и кавер на Throats. Этот релиз сопровождался кратким списком дат турне по Великобритании в мае 2011 года, которые были подтверждены как единственная дата турне Rolo Tomassi в 2011 году. 8 июля 2011 года Rolo Tomassi возглавили концерт Red Bull Bedroom Jam Stage на фестивале Sonisphere. Rolo Tomassi выразили заинтересованность в работе с Энтони Гонсалесом или Куртом Баллоу, соответственно, из M83 и Converge в качестве продюсеров третьего альбома. В июле Джеймс Спенс сказал, что третий альбом ещё недостаточно продвинулся, чтобы искать продюсеров. Он также заявил, что по состоянию на июль у них было создано как минимум две песни с лирической концепцией, которая фокусируется на саморефлексии.

### Astraea (2012—2013)

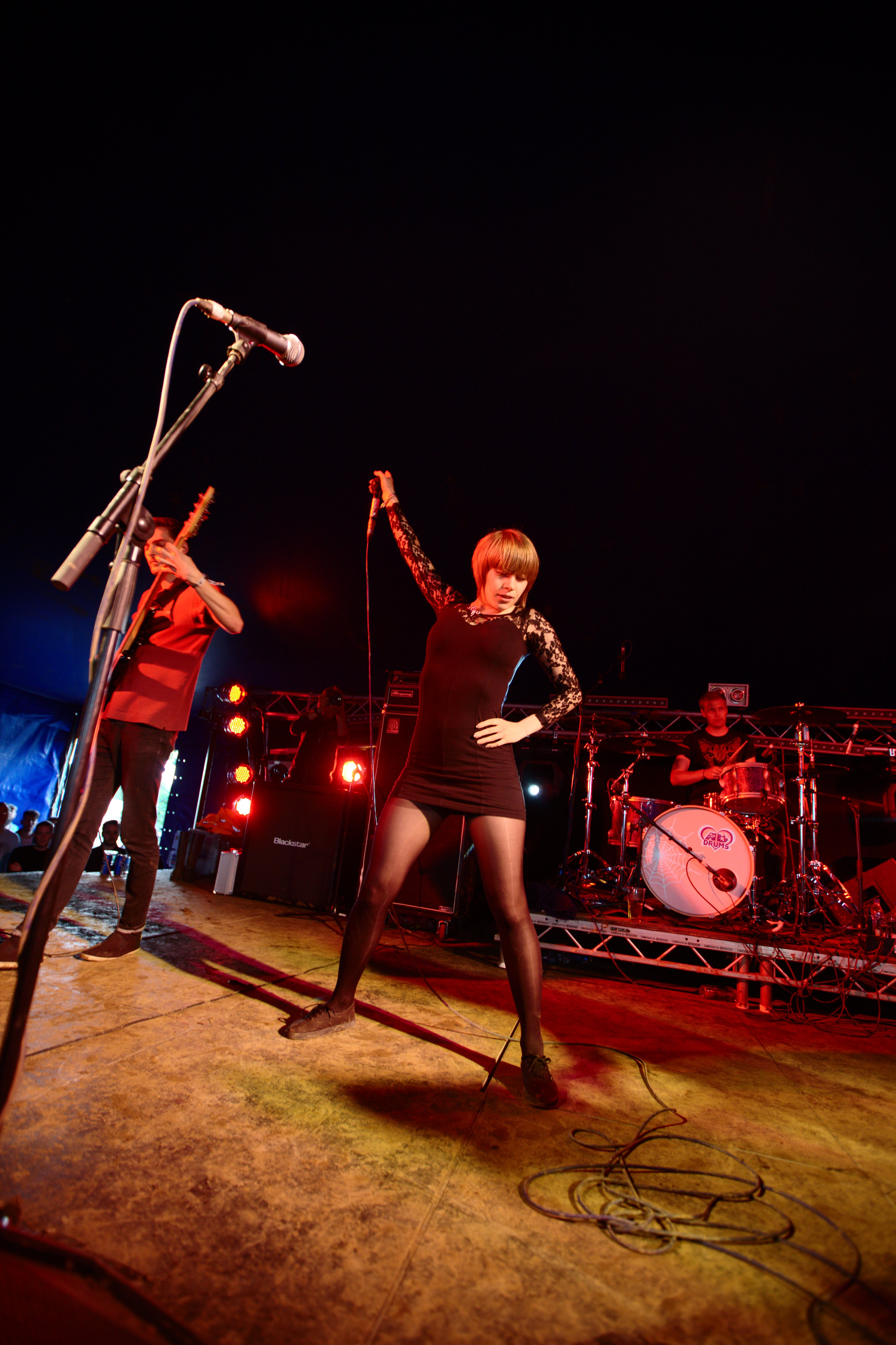
Rolo Tomassi играет на фестивале 2000 Trees в Глостершире, 2012

В интервью Kerrang! Ева Корман подтвердила, что группа самостоятельно продюсирует свой третий полнометражный альбом с продюсером Hysterics Джейсоном Сандерсоном. Что касается звука альбома, она сказала, что он будет «более прямым и тяжелым», но также отметила, что группа «никогда не будет уклоняться от экспериментов». Дата релиза изначально планировалась в мае. В начале февраля 2012 года Rolo Tomassi объявили о выпуске нового сингла «Old Mystics». Сингл был загружен в профиль группы в Facebook для бесплатного прослушивания. Релиз сингла был назначен на 26 марта. Через несколько дней после выпуска «Old Mystics» для потоковой передачи группа объявила, что он, вероятно, не появится на новом альбоме, а будет просто отдельным синглом. Наряду с анонсом «Old Mystics» группа также объявила, что у них появилось два новых участника после ухода Джозефа Торпа и Джо Николсона. Их заменили Крис Кейфорд, нынешний вокалист и бывший гитарист No Coast, и Натан Фэйрвезер, играющий в Brontide. Ева Спенс сказала в интервью, что Джо Николсон хотел продолжить обучение на химическом факультете в университете, в то время как уход Джо Торпа был больше связан с личными разногласиями.
Rolo Tomassi завершили свой первый тур в году, выступая вместе с Architects в 14-дневном туре. Они также заявили, что собираются в студию для записи своего третьего альбома в июне, а релиз ожидается в октябре. В поддержку октябрьского выпуска альбома Rolo Tomassi спланировали 11-дневный тур по Соединенному Королевству в конце октября с Oathbreaker и Goodtime Boys. 16 августа 2012 года группа объявила, что их новый альбом будет называться Astraea с датой выхода 5 ноября.
В мае 2013 года группа отправилась в короткий британский тур с Bastions, группа была отмечена тем, что стоила всего пять фунтов за билет на все площадки. 31 августа Rolo Tomassi возглавили первый год музыкального фестиваля Morbid Mash Up в Бриджуотере, в котором приняли участие более 20 других групп. В сентябре Rolo Tomassi выступили на трех из четырёх концертов японского гастрольного фестиваля Reverberation Festival. В сентябре и октябре, всего через три дня после выступления в Японии, Rolo Tomassi завершили 13-дневный тур по Австралии с австралийскими группами Totally Unicorn, Safe Hands и Stockades. Это был первый визит группы в страну с 2010 года.

### Grievances (2014—2016)
На протяжении большей части 2014 года группа бездействовала, сочиняя новые песни для четвёртого альбома, ставшего преемником Astraea. В середине сентября группа объявила о трехдневном туре по Великобритании с Brontide, их альбом выходит в следующем году, и что они выпускают сплит-EP со Stockades.
Четвёртый полноформатный альбом Grievances был выпущен 1 июня 2015 года на лейбле Holy Roar, а в Америке на лейбле Ipecac. В июне 2015 года на сборнике Ultimate Rock Heroes от Kerrang! вышла кавер-версия альбома Deftones Digital Bath.

### Time Will Die And Love Will Bury It (2017-настоящее время)
В 2017 году у них был минимальный гастрольный график, включающий выступления на фестивалях Two Thousand Trees и Tech Fest в Великобритании, а также дразнили обнародование нового материала на промо-сайте Love Will Bury It. 5 ноября группа выпустила первый сингл со своего нового альбома «Rituals» на BBC Radio 1, а на следующий день к нему добавилось музыкальное видео. 4 ноября Rolo Tomassi выступили с шоу в Лондоне на Borderline при поддержке своих коллег по лейблу Conjurer. Здесь они исполнили две новые песни: «Rituals» и «The Hollow Hour». В декабре Rolo Tomassi дали свои первые концерты в США, разогревая The Number Twelve Looks Like You на их 12-летним юбилейном туре.
Пятый альбом Rolo Tomassi Time Will Die And Love Will Bury It был выпущен 2 марта 2018 года на лейбле Holy Roar Records. Он был записан, как и Grievances, на ранчо в Саутгемптоне с Льюисом Джонсом в качестве продюсера. Он сопровождался туром по Великобритании и Европе в течение марта и апреля. Альбом был хорошо принят критиками, а агрегатор обзоров Metacritic дал альбому оценку 92/100, что сделало его вторым альбомом с самым высоким рейтингом 2018 года.
Группа выступила на ряде европейских фестивалей в течение летнего периода, в шестидневном туре по Великобритании в ноябре с Blood Command и Cassus, а в ноябре и декабре снова отправится в тур по США в поддержку The Number Twelve Looks Like You.

## Характеристики

### Музыкальный стиль
Их музыку было трудно классифицировать просто из-за того, что группа сопротивлялась отождествлению с одним жанром. Описанные как «как отполированный хром King Crimson для 21-го века» они, как правило, признавались маткором, тегом, который обобщает теоретическую сложность их музыки, например, нечетное время сигнатуры типа 9/8 и 13/8 и полиритмическая игра на барабанах. Они были идентифицированы как «находящиеся где-то между грайндкором, прогрессивом и альтернативным роком» и были классифицированы как экспериментальный рок, Nintendocore, пост-метал, пост-хардкор, прогрессивный хардкор, прогрессивный рок и скримо. Группа использует в своей музыке двух вокалистов, что «сразу создает богатый и текстурированный звуковой мир». Вокальный стиль Евы Спенс был признан Майклом Уилсоном из BBC как биполярный; смена «хрупких колыбельных на леденящие кровь хмурые взгляды». Её певческий голос находится в вокальном диапазоне сопрано, и его сравнивают со стилями Элисон Голдфрапп из Goldfrapp и Элизабет Фрейзер из Cocteau Twins.
Более ранние работы, такие как: Hysterics и Cosmology, их демо и мини-альбомы были известны использованием джазовых пауз и хаотическим переключением между взрывным математическим ядром, спокойной атмосферной экспериментальной музыкой и эйсид-джазом. Их музыка также известна тем, что разделяет черты с Nintendocore в отношении использования 8-битных синтезаторов, а также в плане хаоса и звука. Сборник Eternal Youth группы дал представление об их музыкальном развитии с момента их создания в 2005 году, представив демо на их последних би-сайд-релизах на Hassle Records.
Их стиль в дальнейшем развился в элементы поп, эмбиент, шугейз и космический рок для третьего альбома Astraea и был в шутку назван cosmic-core. Один из би-сайдов альбома — Mezmerizer — журналист NME Хэмиш МакБейн назвал «космической рок-балладой». Для альбома группа решила основать свое название на одноименной богине, отсылке к восхищению братьев и сестер Спенс греческой мифологии и желанию выбрать название, которое сделало бы альбом «большим и похожим на эту должную работу».
В отличие от более светлого тона на Astraea, их четвёртый альбом, Grievances, темный и мрачный, использующий в композиции фортепиано и скрипку. Их пятый альбом Time Will Die And Love Will Bury It, описанный Джеймсом Спенсом, «продолжается в духе тьмы Grievances, но не должен использоваться для оценки звучания всего нашего нового материала».

### Влияние
Говорят, что влияние Rolo Tomassi варьируется от скримо, классики, джаза и прогрессивного рока. Blood Brothers, Брайан Ино, Cardiacs, джазовый саксофонист Джон Колтрейн, Converge, Goldfrapp, Dillinger Escape Plan, King Crimson, Locust и Mars Volta — все они оказали влияние на творчество Rolo Tomassi. Rolo Tomassi отметили, что Dillinger Escape Plan также оказывает огромное влияние на группу. Считается, что на ломаную структуру их песен сильно повлияла The Mars Volta.

### Живые выступления
Участников группы называют «безумными хардкорными акробатами» за их энергичные живые выступления. Когда Джеймс Спенс прокомментировал живые выступления Rolo Tomassi, он заявил, что чувствовал, что люди, которые их не слушали, обычно получали удовольствие от их живых выступлений, и что «мы просто хотим, чтобы люди наслаждались нами так, как они хотят». Писательница Noisey Ханна Юэнс отмечает, что вокалистка Ева Корман воплощает «мягкий образ в жесткой среде», и отмечает, что её движения на сцене «в то время как резкие и агрессивные, они балетны и грациозны в своем гневе».
Когда они играли песни со своего дебютного альбома Hysterics, приближающегося к выпуску второго альбома, они играли песни с него быстрее, чем было записано изначально, поскольку их музыкальность значительно улучшилась. Из-за изменения состава и желания играть старую музыку на живых выступлениях, Джеймс Спенс использовал гитарную табулатуру и свое собственное знание песен, написанных для обучения новых участников Криса Кейфорда и Натана Фэйрвезера. В 2018 году барабанщик Том Питтс отметил, что живые выступления были более нетрадиционными и «панковыми» в темпе концертов, когда он впервые присоединился к группе в 2014 году, однако в последние годы группа сосредоточилась на большей точности и начала играть с кликером, когда он барабанит.

## Состав

### Текущий состав
- Ева Корман — вокал (2005 — настоящее время)
- Джеймс Спенс — вокал, синтезатор (2005 — настоящее время)
- Крис Кейфорд — гитара (2012 — настоящее время)
- Натан Фэйрвезер — бас-гитара (2012 — настоящее время)
- Аль Потт — ударные (2018 — настоящее время)

### Бывшие участники
- Джозеф Торп — бас-гитара (2005—2011)
- Джо Николсон — гитара (2005—2011)
- Эдвард Даттон — ударные (2005—2013)
- Том Питтс — ударные (2014—2018)

## Дискография

### Студийные альбомы
- Hysterics (2008) Hassle Records
- Cosmology (2010) Holy Roar Records, Hassle Records
- Astraea (2012) Destination Moon
- Grievances (2015) Holy Roar Records
- Time Will Die and Love Will Bury It (2018) Holy Roar Records
- Where Myth Becomes Memory (2022) The Ranch, Brady Street Recordings

### EP
- Untitled EP (2006) Holy Roar Records

### Сборники
- Cosmology + Hysterics (2010) Doom Patrol Foundation, Hassle Records

## Клипы
- «I Love Turbulence» (2008)
- «Oh, Hello Ghost» (2009)
- «Beatrotter» (2010)
- «Party Wounds» (2010)
- «Ex Luna Scientia» (2012)
- «Howl» (2013)
- «Opalescent» (2015)
- «The Embers» (2015)
- «Rituals» (2017)
- «Balancing The Dark» (2017)
- «Aftermath» (2018)
- «A Flood of Light» (2019)
- «Cloaked» (2021)
- «Drip» (2021)